# Solindstråling
Solindstrålingen er den samlede mængde stråling, som Jorden modtager fra Solen i et givet tidsrum. Strålingen er fordelt på et bredt spektrum af bølgelængder, men en betydelig del (ca. 50%) er det synlige lys. Solindstrålingen er det energitilskud, alle levende væsner er afhængige af.
- Solarkonstanten (strålingsintensiteten uden for Jordens atmosfære, målt vinkelret på strålingsretningen) er på ca. 1.367 W/m².
- Solindstråling i Danmark på vandret flade: ca. 1.000 kWh/m². pr. år[1].
- Solindstråling i Danmark på flade med 45° sydhæld: ca. 1.200 kWh/m². pr. år[1].